# Bompensiere
Bompensiere est une commune de la province de Caltanissetta en Sicile (Italie).

## Toponymie
Naduri en sicilien.

## Administration
| Période                                  | Période  | Identité           | Étiquette | Qualité |
| ---------------------------------------- | -------- | ------------------ | --------- | ------- |
| mai 2008                                 | En cours | Salvatore Lo Sardo |           |         |
| Les données manquantes sont à compléter. |          |                    |           |         |

### Communes limitrophes
Milena, Montedoro, Mussomeli, Racalmuto, Sutera